# Brol
Brol è il primo album in studio della cantante belga Angèle, pubblicato il 5 ottobre 2018 dall'etichetta discografica Angèle VL Records.

## Descrizione
La copertina del disco è caratterizzata da una foto di Angèle da piccola, con i denti da latte in mostra.

## Accoglienza
| Recensione             | Giudizio |
| ---------------------- | -------- |
| Charts in France       |          |
| L'Echo                 | 3/5      |
| Le Journal du dimanche |          |

Brol ha ottenuto recensioni positive da parte dei critici musicali. Per il Le Journal du dimanche, Ludovic Perrin ha elogiato l'album, definendo ogni canzone «perfetta e perfettamente arrangiata».

## Tracce
1. La thune – 3:21
2. Balance ton quoi – 3:09
3. Jalousie – 3:45
4. Tout oublier (feat. Roméo Elvis) – 3:22
5. La loi de Murphy – 3:15
6. Nombreux – 3:12
7. Victime des réseaux – 3:22
8. Les matins – 2:55
9. Je veux tes yeux – 3:25
10. Ta reine – 3:33
11. Flemme – 4:16
12. Flou – 3:16

Secondo disco nell'edizione Brol La Suite
1. Perdus – 3:03
2. Oui ou non – 3:16
3. Insomnies – 3:32
4. Tu me regardes – 3:12
5. J'entends – 3:37
6. Que du Love (feat. Kiddy Smile) – 2:33
7. Ta reine - Version orchestrale – 4:31

## Classifiche

### Classifiche settimanali
| Classifica (2018-19) | Posizione massima |
| -------------------- | ----------------- |
| Belgio (Fiandre)     | 1                 |
| Belgio (Vallonia)    | 1                 |
| Francia              | 1                 |
| Svizzera             | 7                 |

### Classifiche di fine anno
| Classifica (2018) | Posizione |
| ----------------- | --------- |
| Belgio (Fiandre)  | 23        |
| Belgio (Vallonia) | 3         |
| Classifica (2019) | Posizione |
| Belgio (Fiandre)  | 4         |
| Belgio (Vallonia) | 1         |
| Francia           | 1         |
| Svizzera          | 7         |
| Classifica (2020) | Posizione |
| Belgio (Fiandre)  | 9         |
| Belgio (Vallonia) | 2         |
| Francia           | 4         |
| Svizzera          | 49        |
| Classifica (2021) | Posizione |
| Belgio (Fiandre)  | 22        |
| Belgio (Vallonia) | 10        |
| Francia           | 58        |
| Classifica (2022) | Posizione |
| Belgio (Fiandre)  | 55        |
| Belgio (Vallonia) | 20        |
| Classifica (2023) | Posizione |
| Belgio (Fiandre)  | 141       |
| Belgio (Vallonia) | 35        |